# Верхний Моисей
Верхний Моисей (Мосей, Масей) — река в России, протекает по территории Рождественского сельского поселения Валуйского района Белгородской области.
Устье реки находится в 16 км по правому берегу реки Валуй. Длина реки составляет 23 км, площадь водосборного бассейна 140 км². В районе села Верхний Мосей урез воды составляет 116,3 м, а в месте впадения в Валуй — 87,6 м. Верхняя половина долины реки расположены между двумя крупными лесными массивами — урочище Мандровская Дача по левому берегу и урочище Гуменное, лес Попов по правому берегу.

## Данные водного реестра
По данным государственного водного реестра России относится к Донскому бассейновому округу, водохозяйственный участок реки — Оскол ниже Старооскольского гидроузла до границы РФ с Украиной, речной подбассейн реки — Северский Донец (российская часть бассейна). Речной бассейн реки — Дон (российская часть бассейна).
Код объекта в государственном водном реестре — 05010400312107000012056.

## Населённые пункты
На реке расположены следующие населённые пункты (в порядке от истока к устью):
- Верхний Мосей
- Филиппово
- Селиваново
- Майское
- Масловка
- Борисовка